# Monument Édouard Anseele
Pour les articles homonymes, voir Édouard Anseele et Anseele.
Le Monument Édouard Anseele est un monument de style expressionniste érigé à la mémoire du leader socialiste gantois Édouard Anseele  au centre de la ville de Gand, dans la province de Flandre-Orientale en Belgique.

## Localisation
Le monument se dresse sur la place de France (Frankrijkplein en néerlandais), à quelques mètres d'un des bras de l'Escaut, le Muinkschelde.

## Historique
Le Monument Édouard Anseele a été réalisé en 1938 par le sculpteur gantois Jozef Cantré (1890-1957) qui est l'auteur d'autres statues colossales, : 
- 1926 : Monument Père Van den Elzen, église de Heeswijk

- 1929 : Monument John Messchaert à Hoorn, aux Pays-Bas

Le monument a été inauguré en 1948 mais il a été déplacé en 1972 lors de la construction de l'autoroute E3.

## Description
La statue en granit rouge-brun peut être considérée comme le chef-d'œuvre de Cantré.
Elle représente dans un style expressionniste le leader socialiste gantois Édouard Anseele le bras levé vers le ciel, avec quatre travailleurs massés devant lui.
Sur le socle est gravée la dédicace Het volk aan Edward Anseele (Le peuple à Édouard Anseele).

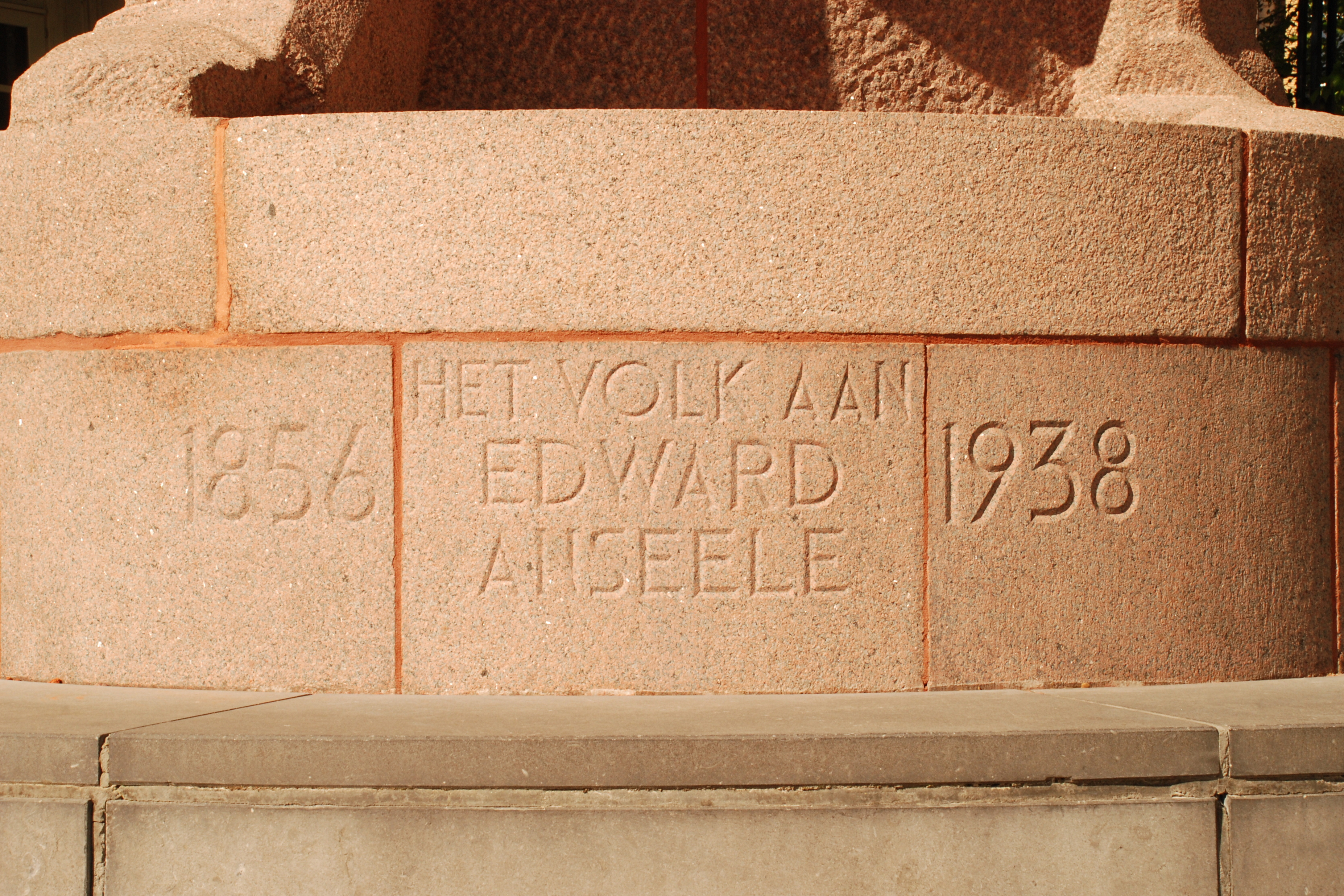
"Het volk aan Edward Anseele".